# E493B (Ecuador)
De E493B of Vía Colectora Acceso Sur de Ambato (Verzamelweg Zuidelijke toegang van Ambato) is een secundaire nationale weg in Ecuador. De weg loopt van de E35 naar Ambato. 